# Gianni Stensness
Gianni Ryan Stensness (Brisbane, 7 febbraio 1999) è un calciatore neozelandese naturalizzato australiano,difensore o centrocampista del Viking.

## Caratteristiche tecniche
difensore centrale aggressivo, forte fisicamente e dotato di una buona solidità, col tempo si è saputo adattare anche alla posizione di mediano dove gli vengono affidati perlopiù i compiti di rottura del gioco, è stato indicato come uno dei migliori prospetti oceanici di tutti i tempi.

## Carriera

### Club
Ha giocato nella prima divisione neozelandese ed in quella australiana.
Il 9 agosto 2021 ha firmato un contratto triennale con i norvegesi del Viking.

### Nazionale
Con la nazionale Under-20 neozelandese ha preso parte al Campionato mondiale di calcio Under-20 2019. Nel 2021 ha partecipato ai Giochi Olimpici di Tokyo.
Nel settembre 2021 ha scelto di rappresentare l'Australia, con cui ha esordito il 24 marzo 2022 nella sconfitta per 0-2 contro il Giappone.